# Survivor Series (1994)
Survivor Series 1994 fue la octava edición anual de Survivor Series, un evento pago por visión de lucha libre profesional producido por la World Wrestling Federation (WWF). Tuvo lugar el 23 de noviembre de 1994 desde el Freeman Coliseum en San Antonio, Texas.

## Resultados
- (5 on 5) Traditional Eliminator Survivor Series match: The Bad Guys (Razor Ramon, The 1-2-3 Kid, The British Bulldog, Fatu y Sionne) (c/Afa y Captain Lou Albano) derrotaron a The Teamsters (Shawn Michaels, Diesel, Owen Hart, Jim Neidhart y Jeff Jarrett). (21:45)

| N.º de eliminación | Luchador                                   | Equipo                     | Eliminado por              | Técnica de eliminación                                               | Tiempo                     |
| ------------------ | ------------------------------------------ | -------------------------- | -------------------------- | -------------------------------------------------------------------- | -------------------------- |
| 1                  | Fatu                                       | The Bad Guys               | Diesel                     | "Jacknife Powerbomb"                                                 | 13:31                      |
| 2                  | 1-2-3 Kid                                  | The Bad Guys               | Diesel                     | "Jacknife Powerbomb"                                                 | 14:13                      |
| 3                  | Sionne                                     | The Bad Guys               | Diesel                     | "Jacknife Powerbomb"                                                 | 14:44                      |
| 4                  | The British Bulldog                        | The Bad Guys               | Nadie                      | Cuenta Fuera tras ser golpeado fuera del ring por Diesel             | 15:58                      |
| 5                  | Michaels, Diesel, Hart, Neidhart & Jarrett | The Teamsters              | Nadie                      | Cuenta Fuera cuando intentaban impedir que Diesel atacara a Michaels | 21:45                      |
| Superviviente      | Razor Ramon (The Bad Guys)                 | Razor Ramon (The Bad Guys) | Razor Ramon (The Bad Guys) | Razor Ramon (The Bad Guys)                                           | Razor Ramon (The Bad Guys) |
- Tras el combate, Michaels abandonó el estadio, culpando a Diesel por la derrota en el combate. Entonces tiró al suelo su Campeonato en Parejas de la WWF, dejando los títulos vacantes.

- (4 on 4) Traditional Eliminator Survivor Series match: The Royal Family (Jerry Lawler, Sleazy, Queazy y Cheasy) derrotaron a Clowns 'R' Us (Doink the Clown, Dink, Pink y Wink). (16:05)
  - Sleazy, Cheesy y Queazy eran luchadores enanos que vistieron ropas similares a las de Jerry Lawler. Igualmente, "Pink" y "Wink" hicieron lo mismo imitando a Doink, debido a la anterior existencia de "Dink".

| N.º de eliminación | Luchador                                                 | Equipo                                                   | Eliminado por                                            | Técnica de eliminación                                   | Tiempo                                                   |
| ------------------ | -------------------------------------------------------- | -------------------------------------------------------- | -------------------------------------------------------- | -------------------------------------------------------- | -------------------------------------------------------- |
| 1                  | Doink                                                    | Clowns 'R' Us                                            | Jerry Lawler                                             | Pinfall                                                  | 10:36                                                    |
| 2                  | Wink                                                     | Clowns 'R' Us                                            | Cheesy                                                   | Pinfall                                                  | 13:10                                                    |
| 3                  | Pink                                                     | Clowns 'R' Us                                            | Cheesy                                                   | Pinfall                                                  | 14:28                                                    |
| 4                  | Dink                                                     | Clowns 'R' Us                                            | Sleazy                                                   | Pinfall                                                  | 16:05                                                    |
| Supervivientes     | Jerry Lawler, Sleazy, Cheesy & Queasy (The Royal Family) | Jerry Lawler, Sleazy, Cheesy & Queasy (The Royal Family) | Jerry Lawler, Sleazy, Cheesy & Queasy (The Royal Family) | Jerry Lawler, Sleazy, Cheesy & Queasy (The Royal Family) | Jerry Lawler, Sleazy, Cheesy & Queasy (The Royal Family) |
- Tras el combate Lawler dio la espalda a los enanos de The Royal Family, los enanos de Clowns 'R' Us , quienes estaban escondidos bajo el ring, intentaron ayudar a The Royal Family. Sin embargo, Lawler huyó de ellos y, mientras Lawler caminaba hacia atrás Doink salió fuera con un pastel y se lo estampó en la cara a Lawler.

- Bob Backlund (c/Owen Hart) derrotó a Bret Hart (c/The British Bulldog) en un Submission match ganando el Campeonato de la WWF. (35:11)
  - Backlund ganó después de que Helen Hart lanzara la toalla por Hart.
  - En la estipulación del combate se dijo que la única forma de ganar era cuando uno de los dos hombres que se encontraban en la esquina que habían ido por parte de cada competidor tirara la toalla. The British Bulldog fue noqueado inconsciente tras correr y darse de frente con uno de los escalones del ring mientras perseguía a Owen Hart.
  - Después de la lucha, Owen corrió hacia el backstage dando vítores debido a la derrota de Bret.

- (5 on 5) Traditional Eliminator Survivor Series match: The Million Dollar Team (King Kong Bundy, Tatanka, Bam Bam Bigelow, Jimmy Del Ray & Tom Prichard) (c/Ted DiBiase) derrotaron a Guts & Glory (Lex Luger, Mabel, Adam Bomb, Billy Gunn & Bart Gunn) (c/Oscar). (23:21)

| N.º de eliminación | Luchador                                                    | Equipo                                                      | Eliminado por                                               | Técnica de eliminación                                      | Tiempo                                                      |
| ------------------ | ----------------------------------------------------------- | ----------------------------------------------------------- | ----------------------------------------------------------- | ----------------------------------------------------------- | ----------------------------------------------------------- |
| 1                  | Tom Prichard                                                | Million Dollar Team                                         | Mabel                                                       | Big Splash                                                  | 3:58                                                        |
| 2                  | Mabel                                                       | Guts & Glory                                                | Nadie                                                       | Cuenta Fuera                                                | 7:15                                                        |
| 3                  | Adam Bomb                                                   | Guts & Glory                                                | Bam Bam Bigelow                                             | Moonsault                                                   | 8:09                                                        |
| 4                  | Jimmy Del Ray                                               | Million Dollar Team                                         | Lex Luger                                                   | Running Elbow smash                                         | 9:56                                                        |
| 5                  | Bart Gunn                                                   | Guts & Glory                                                | Tatanka                                                     | Fallaway Slam                                               | 13:27                                                       |
| 6                  | Billy Gunn                                                  | Guts & Glory                                                | King Kong Bundy                                             | Big Splash                                                  | 16:14                                                       |
| 7                  | Tatanka                                                     | Million Dollar Team                                         | Lex Luger                                                   | Small Package                                               | 23:14                                                       |
| 8                  | Luger                                                       | Guts & Glory                                                | King Kong Bundy                                             | Big Splash                                                  | 23:21                                                       |
| Supervivientes:    | Bam Bam Bigelow & King Kong Bundy (The Million Dollar Team) | Bam Bam Bigelow & King Kong Bundy (The Million Dollar Team) | Bam Bam Bigelow & King Kong Bundy (The Million Dollar Team) | Bam Bam Bigelow & King Kong Bundy (The Million Dollar Team) | Bam Bam Bigelow & King Kong Bundy (The Million Dollar Team) |
- The Undertaker (c/Paul Bearer) derrotó a Yokozuna (c/Mr. Fuji y Jim Cornette) (c/Chuck Norris como Árbitro Especial) en un Casket match. (15:24)
  - Undertaker ganó tras introducir a Yokozuna (junto con la bandera de Japón de Mr. Fuji) en el ataúd y cerrar la tapa con una "Big Boot".
  - Chuck Norris fue nombrado árbitro para prevenir repetidas interferencias como ocurrió en el Casket match de Royal Rumble 1994. Norris evitó que Bam Bam Bigelow, King Kong Bundy y Jeff Jarrett entraran al ring, e incluso se permitió aplicar una "Superkick" a Jarrett.
  - Después del combate, con Norris distraído, Irwin R. Schyster salió de entre el público y mantuvo a Undertaker en una inmovilización antes de abandonar el cuadrilátero.

## Otros roles
| Comentaristas - Vince McMahon - Gorilla Monsoon Entrevistadores - Todd Pettengill Otros - Howard Finkel - Anunciador | Árbitros - Earl Hebner - Jack Doan - Danny Davis - Mike Chioda |